# Hrvatski ragbijski kup 2005.
Rezultati hrvatskog kupa u ragbiju za sezonu 2005.:

## Poluzavršnica
12. studenoga 2005.:

Mladost - Nada 13:60 (6:33)

Zagreb - Makarska rivijera 20:0 b.b.

## Završnica
Zagreb, 26. prosinca 2005.
Zagreb - Nada 5:11 (0:3)
Osvajač hrvatskog kupa za sezonu 2005. je momčad "Nade".